# Хамберген
Хамберген (нем. Hambergen) — община в Германии, в земле Нижняя Саксония.
Входит в состав района Остерхольц. Подчиняется управлению Хамберген. Население составляет 5484 человека (на 31 декабря 2010 года). Занимает площадь 30 км².
Коммуна подразделяется на 5 сельских округов.